# Maurice Le Bel
Pour les articles homonymes, voir Maurice Lebel et Le Bel.
Maurice Le Bel ou Maurice Lebel, né le 28 août 1898 à Montréal et mort le 26 juin 1963 dans la même ville, est un graveur, illustrateur, peintre, professeur de dessin et historien de l'art québécois. Il est un pionnier de la gravure sur bois au Québec.

## Biographie
Au début des années 1920, Maurice Le Bel mène une carrière de graveur, d’illustrateur et de peintre. Il est un pionnier de la gravure sur bois à Montréal,.
Dans les années 1940, il se met à l’abstraction, sans pour autant arrêter la figuration. Le Bel se décrit comme un paysagiste convaincu.
En 1948, Paul-Émile Borduas offre à Le Bel de le rejoindre pour l'écriture du Refus global. Ce dernier refuse, préférant rester indépendant et garder sa liberté créatrice hors de tout groupe.

## Œuvres
- Le Violoneux, 1923 ou 1924, gravure sur linoléum, 25,4 x 20,2 cm, Musée national des beaux-arts du Québec[4].
- Le vieux moulin, 1926, estampe, gravure sur bois sur papier vélin, collé sur carton, 16.4 x 25 cm, Musée des beaux-arts du Canada[5].
- Le puits, 1928, estampe, gravure sur bois en noir et en sienne sur papier vélin, 19.9 x 22 cm, Musée des beaux-arts du Canada[5].
- Le traîneau, 1928, estampe, gravure sur bois sur papier vélin, 17.9 x 18.9 cm, Musée des beaux-arts du Canada[5].
- Automne à Sainte-Marguerite, 1939, huile sur carton entoillé, 50,8 x 61 cm, Musée national des beaux-arts du Québec[6].
- La Taverne de la rue Ontario, Montréal, 1944, huile sur toile, 53,6 x 71,2 cm, Musée national des beaux-arts du Québec[7].
- Autoportrait, 1944, huile sur carton, 70,8 x 55,5 cm, Musée national des beaux-arts du Québec[8].

## Expositions
- 1971 : Maurice LeBel, du 13 mai au 7 juin 1971, Centre Culturel de Verdun[9].
- 1986-1987 : Maurice Lebel : peintre-graveur, 1898-1963, du 25 septembre 1986 au 11 janvier 1987, Musée Marc-Aurèle Fortin, Montréal[10].
- 2007 : Rétrospective, Musée Le Chafaud, Percé[11].
- 2013 : Maurice Le Bel (1898-1963) graveur et peintre, du terroir à l'abstraction, Centre d'exposition de la bibliothèque du Boisé, Montréal[12].

## Musées et collections publiques
- Musée des beaux-arts du Canada[5].
- Musée national des beaux-arts du Québec[13].

## Publications
- Catalogue of wood block and linoleum prints by Edwin Holgate, Ivan Jobin, Maurice Lebel, Art Association of Montreal, 1924, 2 p.[3].
- Jean-Paul, Paul-Emile Farley et Maurice Lebel, Les clercs de St. Viateur, Montréal, 1929, 196 p.[14].
- Maurice Lebel : peintre-graveur, 1898-1963, Musée Marc-Aurèle Fortin, Montréal, 1986, 24 p.[10].